# Pumpkin Soup
Pumpkin Soup é uma canção escrita pela cantora e compositora inglesa Kate Nash, para o seu álbum de estreia, Made of Bricks (2007).

## Desempenho nas paradas musicais
| Top (2007)                                     | Melhor posição |
| ---------------------------------------------- | -------------- |
| Reino Unido (UK Singles Chart)                 | 23             |
| Top (2008)                                     | Melhor posição |
| Áustria (Ö3 Austria Top 75)                    | 72             |
| Bélgica (Ultratip Bubbling Under de Flandres)  | 23             |
| O campo songid é OBRIGATÓRIO PARA PARADA ALEMÃ | 83             |
| Irlanda (IRMA)                                 | 40             |